# حملة سيمون تيبيت الرئاسية 2022
حملة سيمون تيبيت الرئاسية 2022 تم اعتمادها في 27 يوليو 2022 في العاصمة الفيدرالية برازيليا. زميلتها في الترشح هي السناتور مارا غابريلي.

## الترشح المسبق
قدمت سيمون تيبيت نفسها المرشحة المسبقة للرئاسة في انتخابات عام 2022 بحملة ما قبل الحملة الانتخابية الوسطية والليبرالية الاجتماعية في ما يسمى بـ «الطريق الثالث». منذ أن قدمت ترشيحها دافعت فصائل الحزب عن أنها لن تطلق أي مرشح للرئاسة وأيدت الرئيس السابق لويس إيناسيو لولا دا سيلفا.

## منصب الرئيس
اعتمدت الحركة الديمقراطية البرازيلية في مؤتمر افتراضي في 27 يوليو 2022 ترشيح سيمون تيبيت لمنصب رئيس الجمهورية. لا تزال الحركة الديمقراطية البرازيلية منقسمة، كجزء من بعض القيادات التي تؤيد لولا، لكن ترشيح تيبيت يحظى بدعم الرئيسة الوطنية للحزب باليا روسي. بعد محادثات بعض فصائل الحركة مع لولا دا سيلفا، نشر الحزب مذكرة موقعة من قبل أعضاء 19 دولة تؤيد السيناتور تيبيت.